# CervanTeX

CervanTeX, Grupo de usuarios de TeX hispanohablantes, es una asociación que se creó el 16 de noviembre de 1995 y fue inscrita en el registro de asociaciones con fecha 24 de marzo de 1999 con número de registro 165745, unas fechas que superan los veinte años de fundación y caminan hacia otros veinte de registro, una dimensión temporal que se puede considerar elevada en los parámetros de tiempo y supervivencia usuales en Internet y los mundos digitales.

Su finalidad es intercambiar experiencias sobre el sistema informático de composición tipográfica denominado TeX.

## Historia
En los años de su fundación Internet no era lo que es hoy en día, año 2017, llegando a realizarse varias reuniones/congresos presenciales, con notable éxito de asistentes al principio. Lamentablemente, ese éxito fue decayendo, llegando a estar media docena de personas vinculadas con la asociación. Esas reuniones servían también como asambleas de CervanTeX que, según los estatutos, se debían celebrar una vez al año. Más adelante, durante algunos años, se fueron realizando en línea hasta decaer y dejar de realizarse.

Este decaimiento de la asociación y sus actividades estuvo relacionado con el descenso del número de socios. Al principio había una cuota anual por ser socio (unos 20 euros), y eso daba derecho a recibir los CD/DVD con TeX Live, que proporcionaba el TUG mundial. El número de socios descendió dramáticamente, y se decidió eliminar la cuota y hacerla voluntaria. Desde las páginas Web de CervanTeX cualquiera se podía hacer socio (el presidente enviaba un correo electrónico de bienvenida a los nuevos socios pidiendo confirmación), pero como casi nadie donaba nada, no había más relación que esa inscripción inicial. Así que formalmente había muchos socios, pero, en la práctica, como si no hubiese casi ninguno. Realmente, tampoco se tenían mecanismos claros para que, si alguien quería involucrarse más en el funcionamiento de CervanTeX, pudiera hacerlo.

## Directiva
La directiva de CervanTeX, los primeros años, se fue renovando según mandaban los estatutos, pero finalmente dejó de haber candidatos, entre otras cosas, ante la falta de socios que pudieran serlo, quedando paralizados los procesos de renovación. Realmente, no desaparece como grupo para poder decir que había un grupo español, aunque es posible que la mayoría también estén hibernando, y que en el TUG tuvieran en cuenta CervanTeX para cuando se decidieran cosas que pudieran afectar al idioma español.

En la actualidad, Luis Seidel, con un ánimo y dedicación que son admirables, es el secretario y presidente en funciones, además de administrador de la lista de correo ES-TEX@LISTSERV.REDIRIS.ES, lista que es, de hecho, el principal foro de CervanTeX.

### Los socios
La nutrida lista de socios, el 3 de noviembre de 1999, por su valor ya casi histórico y de dimensión que en ese momento suponía CenvanTeX, se puede consultar en Enlaces externos.

El número de socios también es un problema que sufren otras organizaciones, como el TUG, que también tiene dificultades con el número de socios. Llegó a tener más de 2000 y ahora su número esta aproximadamente en la mitad.

## Sitio Web
Su versión actual fue creada por Luis Sanjuán, y quedando muy presentable, pero al poco, esta persona se desvinculó completamente y se le perdió la pista (formalmente, sigue siendo vocal de la directiva, pero hace mucho que se dejó de tener noticias suyas).

Una réplica de la página Web de principios del año 2000 sigue "viva" en la dirección que se encuentra en Enlaces externos, una visita que supone dar un paseo en el tiempo y volver a la web 1.0, en la que también hay bastante información, aunque se ha perdido la historia de la fundación del grupo.

Como curiosidad, en la Web de CervanTeX nunca se llegó a activar la opción de inicio de sesión para socios en general, que hubiera permitido que más gente escribiera en el blog de la Web, probablemente porque su creador desapareció antes de ponerlo en marcha del todo, quedando lo de "[ Solo los editores de CervanTeX pueden iniciar una sesión.]" como un "parche" para evitar que muchas personas preguntaran.

## La Revista
TeXemplares es el boletín de CervanTeX, nombre que alude a las Novelas ejemplares –Cervantes no solo escribió el Quijote– nombre que también juega con la antigua pronunciación de la letra "x" como "j", que sigue viva, por ejemplo, en México, y que corresponde a la forma correcta de decir TeX, Tej.

TeXemplares se empezó a editar desde que se creó CervanTeX. Al principio era solo en papel, y se mandaba a los socios, unos 20, posiblemente. Pero fue decayendo pues no se recibían trabajos para publicar. Se podía pensar que no se recibían trabajos pues su distribución era muy limitada, y por eso se pusieron libres en la web los números anteriores. Pero con esta acción no se consiguió reactivar la revista, que se dejó de editar por no tener artículos que publicar.

TeXemplares no es la única revista de TeX a la que le ha pasado algo similar; la revista PracTeX Journal del TUG también se ha dejado de publicar (se desconoce si los motivos han sido los mismos). TUGboat sí que parece ir bien, pero publica solo en inglés y, normalmente, sus artículos son de un nivel muy elevado, resultando inaccesible e incomprensible, incluso para personas vinculadas con TeX.

## La lista es-tex
La lista de correo en la que se continúa escribiendo, por razones históricas, sigue siendo es-tex, formalmente ES-TEX@LISTSERV.REDIRIS.ES. Es verdad que no es tan visible como los foros y otros recursos Web, pero la lista es lo único que funciona, y esta lista es, de hecho, el principal foro de CervanTeX.

## El futuro
Existe un movimiento de renovación y actualización de CervanTeX, un lugar para el cocimiento de todo lo que tenga que ver con TeX/LaTeX, como Beamer, ConTeXt y otras capacidades relacionadas con la composición tipográfica.